# Antonio Danieli (partigiano)
Antonio Danieli (Pago, 27 luglio 1926 – Carbonera, 16 novembre 1944) è stato un partigiano italiano, medaglia d'oro al valor militare alla memoria.

## Biografia
Subito dopo l'8 settembre 1943, il ragazzo lasciò l'officina dove lavorava per entrare nelle file della Resistenza. Partigiano combattente in una formazione operante nel Trevigiano, si distinse per il suo coraggio in numerose azioni. Catturato nel corso di una pericolosa azione, fu trucidato dai fascisti che non riuscirono a strappargli la più piccola informazione.